# Ylitornio vasútállomás
Ylitornio vasútállomás Finnországban, Ylitornio településen található.

## Vasútvonalak
Az állomást az alábbi vasútvonalak érintik:
- Tornio–Kolari-vasútvonal

## Kapcsolódó állomások
A vasútállomáshoz az alábbi állomások vannak a legközelebb:
- Tornio vasútállomás
- Pello vasútállomás